# Michael Sam
Michael Alan Sam, Jr (7 de janeiro de 1990, Galveston, Texas) é um ex-jogador profissional estadunidense de futebol americano que jogava como defensive end na National Football League (NFL). Antes de se profissionalizar, ele jogou por quatro anos na Universidade de Missouri, onde recebeu vários prêmios por sua performance em campo.
Sam foi draftado pelo St. Louis Rams da NFL em maio de 2014, na sétima rodada como a 249ª escolha. Semanas antes do draft, ele falou em uma entrevista que era homossexual.  Com isso, após ser selecionado por St. Louis, Michael se tornou o primeiro jogador abertamente gay na história da liga profissional de futebol americano dos Estados Unidos. Houve uma enorme controvérsia dentro da mídia e, principalmente, entre fãs do esporte e entre os próprios jogadores da liga. Embora a maioria tivesse apoiado Sam, alguns conservadores criticaram sua postura. Contudo, no final, sua entrada na NFL e a forma como ele enfrentou toda a controvérsia foi muito elogiada e aclamada. Logo após o draft, o presidente Barack Obama afirmou que ele parabenizou Michael Sam, os Rams e a NFL por ter "tomado um importante passo para a frente" e completou dizendo que "seja atuando numa mesa de negócios ou no campo de futebol [americano], o povo LGBT americano mostrou que eles deveriam ser julgados pelo que fazem e não por quem são".
Sam foi dispensado pelos Rams no fim de agosto de 2014. Nos quatro jogos da pré-temporada onze tackles (seis em um único jogo). Apesar da boa atuação, o time preferiu seguir com o jogador Ethan Westbrooks, que não havia sido draftado. Ele então foi para o Dallas Cowboys, onde ficou apenas algumas semanas antes de ser dispensado novamente.
Em maio de 2015, assinou um contrato com o Montreal Alouettes da CFL, a liga canadense de futebol americano. Em agosto do mesmo ano ele pediu dispensa do time, citando preocupações com sua saúde mental.